# Arthur Heffter
Pour les articles homonymes, voir Heffter.
Arthur Carl Wilhelm Heffter (15 juin 1859 – 8 février 1925) est un chimiste et pharmacien allemand. Il est le premier président de l'association des pharmaciens allemand, et il a contribué à la publication du premier manuel de pharmacie expérimentale. Il est également le premier à avoir isolé la mescaline à partir du peyotl.